# Canton de Mézin
Le canton de Mézin est une ancienne division administrative française située dans le département de Lot-et-Garonne, en région Aquitaine.

## Géographie
Ce canton était organisé autour de Mézin dans l'arrondissement de Nérac. Son altitude variait de 43 m (Réaup-Lisse) à 174 m (Réaup-Lisse) pour une altitude moyenne de 137 m.

## Communes
Le canton de Mézin comprenait les sept communes suivantes.
| Nom                     | Code Insee | Intercommunalité     | Superficie (km2) | Population (dernière pop. légale) | Densité (hab./km2) |
| ----------------------- | ---------- | -------------------- | ---------------- | --------------------------------- | ------------------ |
| Mézin (chef-lieu)       | 47167      | CC Albret Communauté | 31,58            | 1 578 (2014)                      | 50                 |
| Lannes                  | 47134      | CC Albret Communauté | 32,40            | 382 (2014)                        | 12                 |
| Poudenas                | 47211      | CC Albret Communauté | 17,24            | 250 (2014)                        | 15                 |
| Réaup-Lisse             | 47221      | CC Albret Communauté | 70,89            | 592 (2014)                        | 8,4                |
| Sainte-Maure-de-Peyriac | 47258      | CC Albret Communauté | 23,06            | 344 (2014)                        | 15                 |
| Saint-Pé-Saint-Simon    | 47266      | CC Albret Communauté | 17,46            | 216 (2014)                        | 12                 |
| Sos                     | 47302      | CC Albret Communauté | 52,89            | 672 (2014)                        | 13                 |

## Démographie
| 1962  | 1968  | 1975  | 1982  | 1990  | 1999  | 2006  | 2011  | 2012  |
| ----- | ----- | ----- | ----- | ----- | ----- | ----- | ----- | ----- |
| 5 940 | 5 320 | 4 675 | 4 246 | 3 916 | 3 844 | 4 006 | 4 003 | 4 007 |

## Histoire
Les Sotiates, dont l'oppidum pourrait être situé à Sos, furent l'un des peuples gaulois soumis par Crassus, lieutenant de Jules César en 56 av. J.-C., lors de la Guerre des Gaules.

## Administration

### Conseillers généraux de 1833 à 2015
| Période | Période                   | Identité                             | Étiquette        | Qualité |
| ------- | ------------------------- | ------------------------------------ | ---------------- | --- |
| 1833    | 1867                      | Henry de Vigier                      |                  | Maire de Mézin (1831-1836) puis de Réaup (1840-1867)                                                            |
| 1867    | 1871                      | Joseph Comin                         |                  | Maire de Sos (1855-1870)                                                                                        |
| 1871    | 1883                      | Jean-Paul Dat                        | Républicain      | Propriétaire, maire de Sos (1870-1878)                                                                          |
| 1883    | 1895                      | Jean-Baptiste Rontin                 | Républicain      | Médecin, maire de Mézin (1878-1896)                                                                             |
| 1895    | 1913                      | Joseph Bachès (1854-1954)            | Rad.             | Médecin à Sainte-Maure-de-Peyriac, professeur à l'Ecole pratique d'agriculture Maire de Sos (1888 et 1892-1902) |
| 1913    | 1918 (décès)              | Maurice Rontin                       | Rad.             | Avocat Maire de Mézin (1909-1914), député (1914-1918), conseiller d'arrondissement                              |
| 1918    | 1919                      | siège vacant                         |                  | |
| 1919    | 1931                      | Joseph Bachès                        | RG               | Ancien maire de Sos                                                                                             |
| 1931    | 1937                      | Léopold Montamat                     | SFIO             | Agriculteur Maire de Sainte-Maure-de-Peyriac, conseiller d'arrondissement                                       |
| 1937    | 1941 (démission d'office) | Lucien Duplan                        | Rad.             | Industriel bouchonnier Maire de Mézin de 1929 à 1941 Révoqué par le Gouvernement de Vichy                       |
|         |                           |                                      |                  | |
| 1945    | 1961                      | Joseph (Casimir) Lafitte (1901-1986) | Rad.             | Maire de Mézin de 1953 à 1959                                                                                   |
| 1961    | 1992                      | Max Grosselle (1907-1995)            | DVD puis app.UDF | Marchand de vins, liqueurs, spiritueux Maire de Mézin de 1959 à 1977                                            |
| 1992    | 2004                      | Jean Laraignou                       | UDF puis UMP     | Notaire Maire de Mézin de 1983 à 2008                                                                           |
| 2004    | 2015                      | Christian Bataille                   | PS               | Chargé de relations publiques Maire de Mézin (2008-2014)                                                        |

Le site officiel du ministère de l'Intérieur, de l'Outre-mer, des Collectivités Territoriales et de l'Immigration

### Conseillers d'arrondissement (de 1833 à 1940)
| Période                                  | Période | Identité                     | Étiquette     | Qualité |
| ---------------------------------------- | ------- | ---------------------------- | ------------- | --- |
| 1833                                     | 1836    | M. Roques                    |               | Propriétaire à Gueyze, suppléant du juge de paix de Mézin                                                   |
| 1836                                     | 1848    | Pierre Comin                 |               | Propriétaire, maire de Sos (1831-1839)                                                                      |
|                                          |         |                              |               | |
| 1880                                     | 1886    | Hippolyte Luzarey            |               | Médecin à Mézin                                                                                             |
| 1886                                     |         | M. Mendousse                 | Républicain   | Médecin, propriétaire à Poudenas                                                                            |
|                                          |         |                              |               | |
| 1910                                     | 1913    | Maurice Rontin               | Radical       | Avocat, maire de Mézin (1909-1914)                                                                          |
|                                          |         |                              |               | |
| 1919                                     | 1922    | Henri Barbat                 | Bloc National | Maire de Mézin (1914-1919)                                                                                  |
| 1922                                     | 1931    | Léopold Montamat             | SFIO          | Agriculteur, maire de Sainte-Maure-de-Peyriac                                                               |
|                                          |         |                              |               | |
| 1934                                     | 1940    | François Ducauze (1881-1941) | SFIO          | Propriétaire à Poudenas                                                                                     |
| 1940                                     |         |                              |               | Les conseils d'arrondissement ont été suspendus par la loi du 12 octobre 1940 et n'ont jamais été réactivés |
| Les données manquantes sont à compléter. |         |                              |               | |